# Stellenbesetzungsplan
In einem Stellenbesetzungsplan sind die tatsächlich besetzten Stellen in einer Organisationseinheit dargestellt. Ergibt sich eine Differenz zwischen Stellenplan und Stellenbesetzungsplan, so zeigt diese entweder einen Personalbeschaffungsbedarf auf oder sie weist einen Personalüberhang aus.
Im Stellenbesetzungsplan werden die verfügbaren Stellen des Stellenplans den Mitarbeitern zugeordnet. Vielfach enthält dieser Plan außer dem Namen auch weitere Informationen, wie zum Beispiel Vollmachten, Geburtsjahr, Eintrittsjahr und Lohngruppe.
Der Stellenbesetzungsplan ist ein Mittel zur betrieblichen Personalplanung und wird der Stellenmethode zugeordnet.